# Jens Frederik Nielsen
Jens Frederik Nielsen (* 22. Juni 1991 in Nuuk) ist ein grönländischer Politiker (Demokraatit) und Badmintonspieler. Er ist seit 2025 Regierungschef Grönlands.

## Leben
Jens Frederik Nielsen ist der Sohn eines in Grönland aufgewachsenen dänischen Vaters und einer grönländischen Mutter und das jüngste von vier Kindern.
Er studierte Gesellschaftswissenschaften an der Universität Grönlands. Nachdem er sich auf Facebook mehrfach positiv über die Politik der Demokraatit geäußert hatte, stellte ihn Nivi Olsen 2014 als Ministersekretär ein. Nach dem Ausscheiden der Demokraatit aus der Regierung hatte er administrative Aufgaben bei den Demokraatit inne, bevor er am 29. Mai 2020 überraschend zum grönländischen Arbeits- und Rohstoffminister im Kabinett Kielsen VI ernannt wurde. Am 8. Juni 2020 wurde er ohne Gegenkandidat zum Parteivorsitzenden der Demokraatit gewählt. Im Februar 2021 zog Jens Frederik Nielsen seine Partei aus der Regierung zurück und es kam zu Neuwahlen. Bei der Parlamentswahl 2021 verloren die Demokraatit stark. Jens Frederik Nielsen erhielt nur die drittmeisten Stimmen der Kandidaten seiner Partei und damit das dritte der drei Mandate der Demokraatit. Bei der Wahl 2025 erreichten sowohl er als auch seine Partei die meisten Stimmen. Daraufhin wurde am 7. April 2025 als jüngster Regierungschef der grönländischen Geschichte gemeinsam mit seinem Kabinett Nielsen vereidigt, das neben den Demokraatit aus Inuit Ataqatigiit, Siumut und Atassut besteht.
Seit etwa 2012 ist er mit Anika Brandt Sørensen liiert, mit der er drei Kinder hat.

## Badmintonkarriere
Frederik Nielsen wurde 2012 erstmals grönländischer Badmintonmeister im Mixed und verzeichnete seither zahlreiche Medaillengewinne. Er nahm auch mehrfach an den Island Games teil.
| Veranstaltung                    | Disziplin    | Platz | Name                                           |
| -------------------------------- | ------------ | ----- | ---------------------------------------------- |
| Grönländische Meisterschaft 2012 | Mixed        | 1     | Jens Frederik Nielsen / Rina Lorentzen         |
| Grönländische Meisterschaft 2014 | Herreneinzel | 1     | Jens Frederik Nielsen                          |
| Grönländische Meisterschaft 2014 | Herrendoppel | 1     | Jens Frederik Nielsen / Mads Nyvold            |
| Grönländische Meisterschaft 2014 | Mixed        | 1     | Jens Frederik Nielsen / Pernille Levinsky      |
| Island Games 2015                | Herrendoppel | 1     | Jens Frederik Nielsen / Bror Madsen            |
| Grönländische Meisterschaft 2016 | Herrendoppel | 1     | Jens Frederik Nielsen / Frederik Elsner        |
| Island Games 2017                | Herrendoppel | 2     | Jens Frederik Nielsen / Bror Madsen            |
| Grönländische Meisterschaft 2017 | Herreneinzel | 1     | Jens Frederik Nielsen                          |
| Grönländische Meisterschaft 2017 | Herrendoppel | 1     | Jens Frederik Nielsen / Frederik Elsner        |
| Grönländische Meisterschaft 2017 | Mixed        | 1     | Jens Frederik Nielsen / Malu P. Degn           |
| Grönländische Meisterschaft 2018 | Herreneinzel | 1     | Jens Frederik Nielsen                          |
| Grönländische Meisterschaft 2018 | Herrendoppel | 1     | Jens Frederik Nielsen / Frederik Elsner        |
| Grönländische Meisterschaft 2018 | Mixed        | 1     | Jens Frederik Nielsen / Malu P. Degn           |
| Island Games 2019                | Herreneinzel | 3     | Jens Frederik Nielsen                          |
| Island Games 2019                | Teams        | 1     | Grönland                                       |
| Grönländische Meisterschaft 2019 | Herreneinzel | 1     | Jens Frederik Nielsen                          |
| Grönländische Meisterschaft 2019 | Herrendoppel | 1     | Jens Frederik Nielsen / Frederik Elsner        |
| Grönländische Meisterschaft 2021 | Herreneinzel | 1     | Jens Frederik Nielsen                          |
| Grönländische Meisterschaft 2021 | Herrendoppel | 1     | Jens Frederik Nielsen / Sequssuna F. Schmidt   |
| Grönländische Meisterschaft 2022 | Herreneinzel | 1     | Jens Frederik Nielsen                          |
| Grönländische Meisterschaft 2022 | Herrendoppel | 1     | Jens Frederik Nielsen / Sequssuna F. Schmidt   |
| Island Games 2023                | Herreneinzel | 1     | Jens Frederik Nielsen                          |
| Grönländische Meisterschaft 2023 | Herreneinzel | 1     | Jens Frederik Nielsen                          |
| Grönländische Meisterschaft 2023 | Mixed        | 2     | Jens Frederik Nielsen / Susanne Wallbohm       |
| Grönländische Meisterschaft 2024 | Herreneinzel | 2     | Jens Frederik Nielsen                          |
| Grönländische Meisterschaft 2024 | Herrendoppel | 1     | Jens Frederik Nielsen / Maluk Christoffersen   |
| Grönländische Meisterschaft 2024 | Mixed        | 2     | Jens Frederik Nielsen / Tina Amassen Rafaelsen |